# Geertrui Daem
Geertrui Daem (Aalst, 29 april 1952) is naast schrijfster en beeldend kunstenaar ook actrice en vertelster. Ze schrijft proza en theater. Daem debuteerde in 1992 met Boniface dat bekroond werd met de debuutprijs. Zij schreef onder meer: De meisjeskamer, Een vader voor Elizabeth, Koud en Het Verdeelde Huis.
In haar verhalen heeft ze het bij voorkeur over mensen die meer van het leven verwachtten dan ze gekregen hebben. Geertrui Daem heeft een eigen en eigentijdse plaats ingenomen in de traditie van de sociale roman in Vlaanderen.
Literaire onderscheidingen:
Debuutprijs (1993), Van der Hoogt-prijs Nederland, Paul de Mont-prijs, Toneelschrijfprijs van de Nederlandse Taalunie, Louis Paul Boonprijs (2006), AKO- en Libris Literatuurprijs nominatie.